# Cheumatopsyche brunnea
Cheumatopsyche brunnea là một loài Trichoptera trong họ Hydropsychidae. Chúng phân bố ở vùng nhiệt đới châu Phi.